# Ла-Альдеа-де-Сан-Ніколас
Ла-Альдеа-де-Сан-Ніколас (ісп. La Aldea de San Nicolás) — муніципалітет в Іспанії, у складі автономної спільноти Канарські острови, у провінції Лас-Пальмас, на острові Гран-Канарія. Населення — 8623 особи (2010).
Муніципалітет розташований на відстані близько 1780 км на південний захід від Мадрида, 41 км на південний захід від міста Лас-Пальмас-де-Гран-Канарія.
На території муніципалітету розташовані такі населені пункти: (дані про населення за 2010 рік)
- Альберкон: 168 осіб
- Артехевес: 36 осіб
- Лос-Еспінос: 1032 особи
- Ель-Ойо: 301 особа
- Лас-Марсьєгас: 66 осіб
- Медерос: 457 осіб
- Лос-Молінос: 381 особа
- Сан-Ніколас-де-Толентіно: 3944 особи
- Тасарте: 645 осіб
- Тасартіко: 110 осіб
- Токодоман: 129 осіб
- Ла-Кардонера: 511 осіб
- Серкадільйос: 121 особа
- Моліно-де-Агуа: 177 осіб
- Моліно-де-В'єнто: 170 осіб
- Ель-Пінільйо: 271 особа
- Плая-де-Сан-Ніколас: 104 особи

## Демографія
Динаміка населення (INE ):

## Галерея зображень

Розташування муніципалітету на острові Гран-Канарія
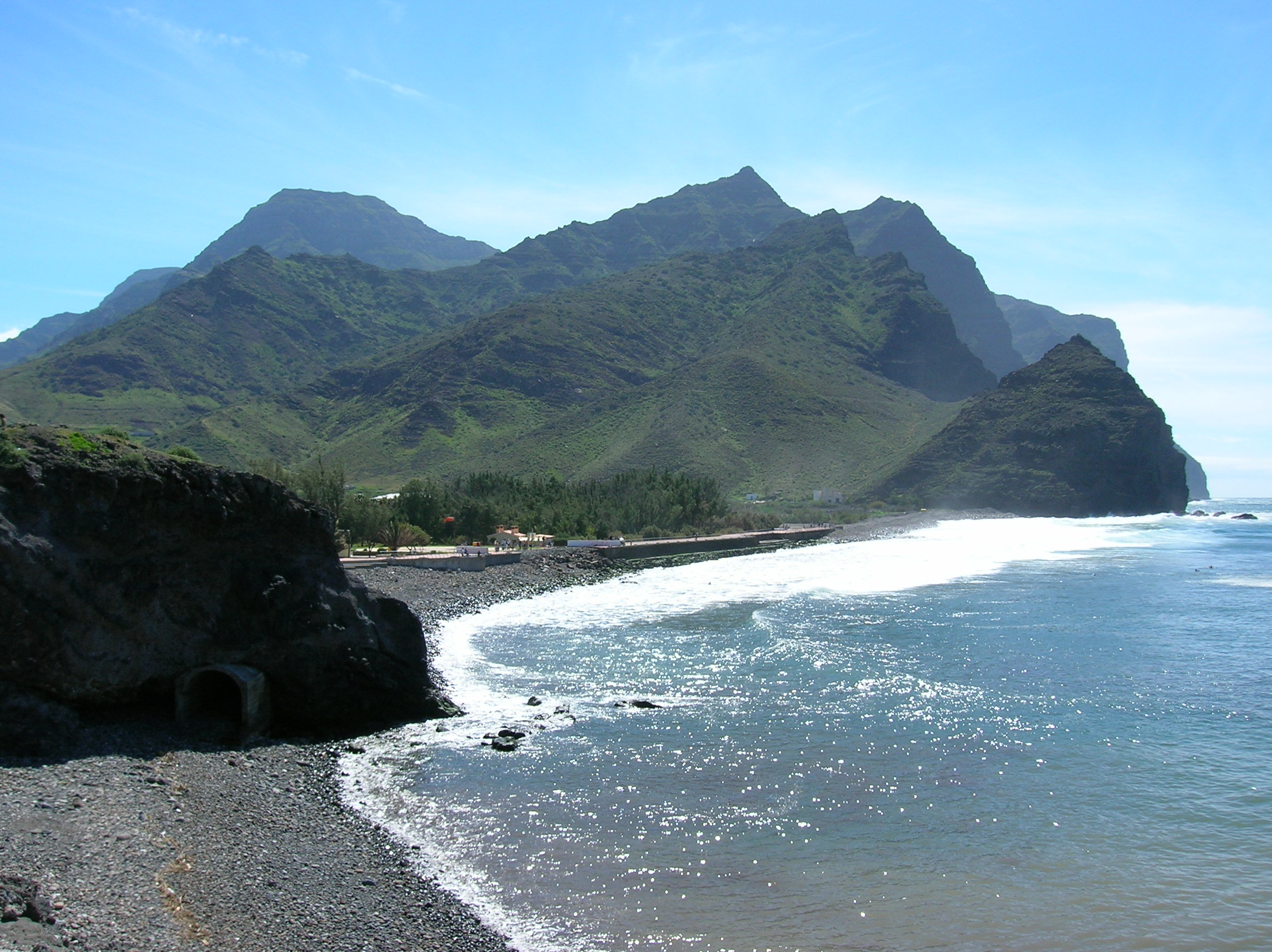
Пляж Ла-Альдеа